# Antwerpse handjes
Antwerpse handjes (Neerlandês: mãos da Antuérpia) é um tipo de doce típico da Antuérpia, na Bélgica, característicos por serem feitos no formato de uma mão. A receita é considerada uma especialidade tradicional garantida pela União Europeia.   

## Origem e história
O formato é uma referência à lenda da origem da Antuérpia. Conta-se que o gigante Druon Antigoon cortava as mãos dos barqueiros que navegavam pelo rio Escalda e se recusavam a pagar pedágio. Um soldado romano de nome Sílvio Brabo teria se recusado a pagar o pedágio, e matado o gigante em uma luta; ele cortou a mão de Druon Antigoon e a arremessou no rio. O nome da Antuérpia (em neerlandês, Antwerpen) vem de uma distorção de hand (mão) e werpen (arremessar).
A receita surgiu em uma competição organizada em 1934 pela Associação Real de Mestres Confeiteiros da Antuérpia (Koninklijke Vereniging van Meester Banketbakkers van Antwerpen), que almejava encontrar uma nova especialidade culinária que representasse a região da Antuérpia. Um confeiteiro da região, Jos Hakker, criou o design que foi o vencedor da competição: um biscoito doce, assado no formato de forma de mão. A iguaria rapidamente ganhou fama na região. 
Desde 1956, através de uma proteção de patente, a forma, composição e embalagem são  propriedade da União Sindical das Companhias de Pão, Pastelaria, Sorvete e Chocolate (Syndikale Unie voor Brood-, Banket-, Chocolade en IJsbedrijf VZW). Portanto, apenas algumas padarias e confeitarias podem comercializar a receita.

## Características
As handjes são apresentadas como biscoitos ou chocolates feitos na forma de uma mão. Os biscoitos handjes são feitos de manteiga, açúcar, ovos, farinha e amêndoas em lasca. A massa é cortada com moldes especiais feitos de metal, e assada por um curto período de tempo até ficar dourada. Algumas versões dos biscoitos também são mergulhadas em chocolate.
Inicialmente, as mãos não eram recheadas, mas desde os anos 1980 existem variações da massa com recheio de marzipã.
A tradição de fazer handjes feitas de chocolate, e não de massa, se iniciou com um tipo de chocolate similar a uma pralinê simples, sem recheio, chamado de caraque. A confeitaria Gartner, à pedido da  União Sindical, criou uma receita de caraque em formato de mão, recheada com creme de café.
Em 1982, o chocolatier René Goossens desenvolveu a versão mais popular até hoje, com recheio de um licor herbal típico da região. A receita, disponível em chocolate ao leite e amargo, é feita com uma camada de pasta de amêndoas misturada com o licor Elixir d'Anvers.